# Claude Lanzmann

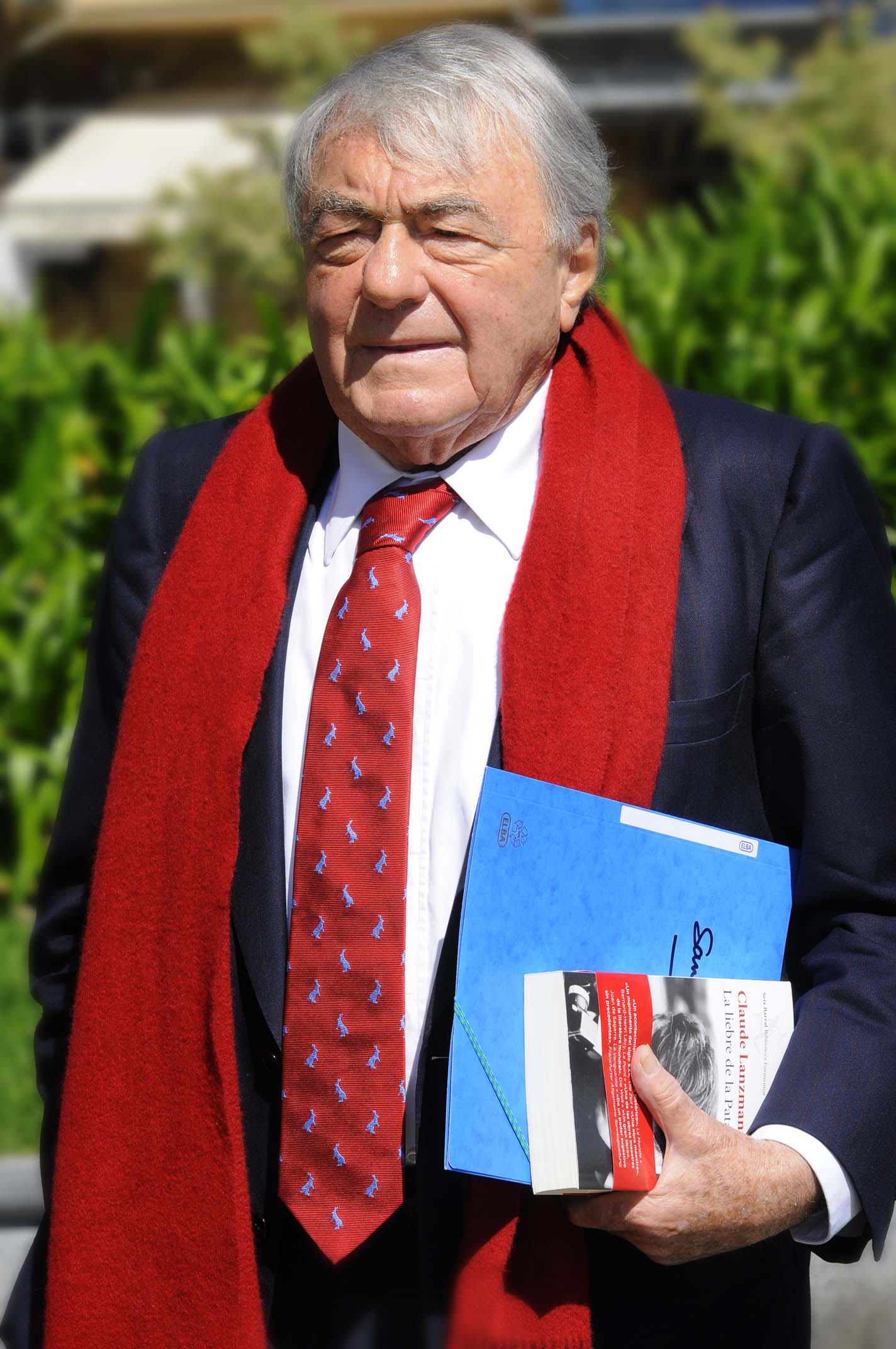
Lanzmann en 2011.

Claude Lanzmann (Bois-Colombes, Isla de Francia; 27 de noviembre de 1925-París, 5 de julio de 2018) fue un director de cine, guionista, productor y periodista francés. Su obra cumbre es Shoah, un documental de nueve horas y media sobre el Holocausto.

## Biografía
Su padre, Armand Lanzmann, era un judío cuya familia había emigrado de Europa del este; su madre, Pauline (Paulette) Grobermann, había nacido en un barco en el trayecto Odesa-Marsella y su padres provenían de Chisináu, en Besarabia. Después del divorcio de la pareja, Claude —junto con su hermano Jacques, que más tarde llegaría a ser escritor, y su hermana Evelyne, que con el tiempo se convertiría en la actriz Evelyne Rey— vivió con su padre en Brioude, Alto Loira desde 1934 hasta 1938, año en el que en el mes de septiembre regresan a París. En la capital francesa es matriculado en el Liceo Condorcet, donde descubre el antisemitismo.
En 1940, ante la ocupación alemana, el padre lleva a los hijos a una casa en Auvernia. En 1943, a los 18 años, organiza acciones de resistencia entre sus compañeros en el Liceo Blaise Pascal de Clermont-Ferrand. Más adelante entrará en el maquis en Margeride y Mont Mouchet y participará en las emboscadas del Cantal y del Alto Loira.
Tras la Segunda Guerra Mundial, fue distinguido con la Medalla de Resistencia con Rosetón, como Comendador de la Legión de Honor y Comendador de la Orden Nacional al Mérito.
En 1949, luego de obtener la licenciatura en literatura y una maestría en filosofía, fue lector en la Universidad Libre de Berlín. Dirigió además el Centro Cultural francés, recién creado.
Dirigió la revista Les Temps Modernes desde la muerte de Simone de Beauvoir en 1986. Fue pareja de esta escritora desde 1952 hasta 1959. Lanzmann había sido invitado a colaborar en Les Temps Modernes en 1952 por Jean-Paul Sartre, después de que éste leyera su serie de artículos Alemania detrás de la cortina de hierro publicada por el diario Le Monde.
Lanzmann, que se confiesa ateo, se dedicó al cine a partir de 1970. Su obra cumbre es considerada la película documental Shoah, en la que comenzó a trabajar en el verano de 1974; la realización le ocupó a tiempo completo durante once años. Desde su aparición en las salas, en 1985, fue considerada un acontecimiento fundamental tanto desde el punto de vista histórico como cinematográfico. Shoah tuvo repercusiones que no parecen disminuir; se han consagrado a ella miles de artículos, estudios, libros y seminarios en las universidades del mundo entero. La película ha obtenido los más altos reconocimientos y ha sido premiada en los más importantes festivales. Tras Por qué Israel (Why Israel) y Shoah, Tsahal es el último capítulo de la trilogía de Claude Lanzmann.
Murió el 5 de julio de 2018 en su casa de París, después de haber estado enfermo durante varios días. Tenía 92 años.

## Filmografía

### Dirección
- Why Israel (1974)
- Shoah (1985)
- Tsahal (1994)
- Un vivant qui passe (A Visitor from the Living) (1997)
- Sobibor (2001)
- El informe Karski (Le rapport Karski), (2010)
- Le dernier des injustes (El último de los injustos, 2013)

### Guion
- Elisa o la verdadera vida (1970), dirigida por Michel Drach y basada en la novela homónima de Claire Etcherelli que obtuvo el Premio Femina 1967
- Tsahal (1994)
- Sobibor (2001)

### Productor
- Un vivant qui passe (A Visitor from the Living) (1997)